# Emil Holub
Emil Holub (Holice, 7 de octubre de 1847 - Viena, 21 de febrero de 1902) fue un explorador, médico, cartógrafo, zoólogo y botánico austríaco.

## Biografía
Nació en una pequeña ciudad de Bohemia, en el Imperio Austrohúngaro. Su padre era médico y en 1857 la familia se trasladó a Louny. En 1858 empezó a estudiar en el instituto de Malá Strana, en Praga, y un año más tarde se cambió al instituto alemán de Žatec. Sus estudios terminaron al aprobar el examen final en 1866. Se interesó sobre todo por las ciencias naturales, historia, geología y arqueología. Cuando tenía 13 años leyó un libro de viajes de David Livingstone y decidió convertirse en explorador. En su actividad profesional también influyó posteriormente el explorador y naturalista Benedikt Roezl.
Holub, siguiendo los pasos de su padre, ingresó en la Facultad de Medicina. En aquellos tiempos se relacionaba con los famosos padres de la patria como Alois Jirásek, Mikoláš Aleš o Jaroslav Vrchlický.
Cuando acabó sus estudios, en 1872, realizó su sueño y viajó al sur de África. Se asentó en Dutoispan y allí trabajó como médico, curando a los buscadores de diamantes. Después de ahorrar dinero realizó su primera expedición y se dirigió al norte, a las áreas desconocidas donde vivían tribus primitivas. En esta expedición y durante las siguientes descubrió varias especies vegetales y de insectos. Las colecciones de su primer viaje las envió a su amigo Vojtěch Náprstek y éste las incluyó en su exposición realizada Praga. A cambio, Náprstek le mandó a Holub una recompensa financiera para apoyar sus próximas expediciones.
En noviembre de 1873 Holub comenzó su segunda expedición a la Botsuana actual, en la que describó tribus desconocidas. En su tercera expedición, esta vez a las Cataratas Victoria, creó su primer mapa de la cascada, que fue publicado en su libro de viajes Los siete años en Sudáfrica y sobre este tema escribió su primera publicación escrita en inglés, The Victoria Falls. En 1875 enfermó de malaria y tuvo que volver a Europa.
Después de recuperarse de la enfermedad interrumpió sus viajes a África y los siguientes cuatro años los pasó viajando por Europa, organizando sus exposiciones y escribiendo libros en los que captó las impresiones de sus expediciones.
En noviembre de 1883 se casó con Růžena Hofová y tres semanas después emprendió un nuevo viaje a África, esta vez intentando cruzar el continente. Esta expedición estuvo llena de contratiempos pues Holub tuvo que enfrentarse con muchas dificultades burocráticas, siendo la más grave que la administración británica colonial le impidió viajar por tener la nacionalidad austrohúngara.  
Holub volvió a su país y en 1891 y 1892 se realizaron exposiciones de gran éxito en Praga y Viena. Quiso regalar sus colecciones al Museo Nacional de Praga, pero fueron rechazadas. Por este motivo, Holub se trasladó a Viena pero su estado físico siguió empeorando. Murió en febrero de 1902 debido a una enfermedad tropical.

## Obras
- Few words on the native question. Independent, Kimberley 1877. [1]

- Eine Culturskizze des Marutse-Mambunda-Reiches in Süd-Central-Afrika. Gerold, Viena 1879. [2]

- Catalog der im Pavillon des Amateurs ausgestellten Objecte. Parte 1. Jasper, Viena 1880. [3]

- Sieben Jahre in Süd-Afrika. Erlebnisse, Erlebnisse, Forschungen und Jagden auf meinen Reisen von den Diamantenfeldern zum Zambesi (1872–1879). 2 vols. Hölder, Viena 1880/81. [4]

- Die Franzosen in Tunis. Vom Standpunkte der Erforschung und Civilisirung Afrikas. A. Hölder, Viena 1881. [5]

- Die Colonisation Afrikas. 4 vols. Hölder, Viena 1881. [6]

- —, August von Pelzeln: Beiträge zur Ornithologie Südafrikas – mit besonderer Berücksichtigung der von Dr. Holub auf seinen südafrikanischen Reisen gesammelten und im Pavillon des Amateurs zu Wien ausgestellten Arten. Alfred Hölder, Viena 1882. [7]

- Die Elefantenjagd in Südafrika. Viena 1882

- Die Engländer in Süd-Afrika. A. Hölder, Viena 1882. [8]

- Über die Forschungen und Erlebnisse in Süd-Afrika. (Ponencia). Publicado por la Asociación de Funcionarios Públicos, Viena 1887. [9]

- Von der Capstadt ins Land der Maschukulumbe. Reisen im südlichen Afrika in den Jahren 1883–1887. 2 vols. Hölder, Viena 1890. [10]

- —, Hans Stadler (ed.) Auf Karrenwegen und Negerpfaden durch Südafrika. Nach den Originalberichten erzählt und herausgegeben von Hans Stadler. Editor alemán de Jugend & Volk, Viena 1924. [11]

- Elf Jahre unter den Schwarzen Südafrikas. Reisen und Abenteuer, vol. 30. Brockhaus, Leipzig 1926. [12]

- —, Franz Titze-Ehr. Ins Land der Maschukulumbe – die letzte Afrikareise des großen Forschers. Breitschopf, Viena 1947. [13]

## Honores
En septiembre de 2005 fue descubierto delante del Museo Nacional de Livingstone, cerca de las cataratas Victoria, un busto de Emil Holub, quien las había explorado hacía 130 años. A pesar de estos méritos, no es demasiado conocido en Zambia.
Actualmente tiene un museo en la ciudad checa de Holice y también tiene una estatua al lado de la oficina de correos de esta misma ciudad.

## Literatura
- Otto Kienitz. Emil Holub. Wallishausser, Viena 1882. [14]
- Victor Helling. Im Donner der Viktoriafälle. Die Reisen des deutschen Arztes und Forschers Emil Holub von Kapstadt zum Sambesi. Tatsachenbericht nach authentischen Quellen. Kolonial-Bücherei, vol. 58. Steiniger, Berlín 1941. [15]
- Gabriele Riz. Leben und Werk des Afrikaforschers Emil Holub. 1847–1902. Diplomarbeit. Universidad de Viena, 1985. [16]
- Elisabeth Lehr. Die Sammlung Holub im Münchner Museum für Völkerkunde – historische Einordnung und wissenschaftliche Relevanz. Leidorf, Buch am Erlbach 1994, ISBN 3-924734-89-5.
- Georg Friedrich Hamann. Emil Holub – zwischen Forschergeist und kolonialem Zweck. Diplomarbeit. Universidad de Viena 2000. [17]